# Probreviceps
Genre
Probreviceps est un genre d'amphibiens de la famille des Brevicipitidae.

## Répartition
Les six espèces de ce genre se rencontrent dans les montagnes de Tanzanie et du Zimbabwe.

## Liste d'espèces
Selon Amphibian Species of the World (22 septembre 2014) :
- Probreviceps durirostris Loader, Channing, Menegon & Davenport, 2006
- Probreviceps loveridgei Parker, 1931
- Probreviceps macrodactylus (Nieden, 1926)
- Probreviceps rhodesianus Poynton & Broadley, 1967
- Probreviceps rungwensis Loveridge, 1932
- Probreviceps uluguruensis (Loveridge, 1925)

## Publication originale
- Parker, 1931 : Some brevicipitid frogs from Tanganyika Territory. Annals and Magazine of Natural History, sér. 10, vol. 8, p. 261-264.